# 樂高神鬼奇航
《樂高神鬼奇航》（英語：Lego Pirates of the Caribbean: The Video Game）是一款由Traveller's Tales开发并由迪士尼互动工作室发行在全平台上的乐高系列电子游戏。本作是首款改编自迪士尼电影的乐高电子游戏。

## 外部連結
- （英文）遊戲官方網站 （页面存档备份，存于）